# Butzon & Bercker
Butzon & Bercker mit Sitz in Kevelaer besteht aus den Unternehmensbereichen Buch, Kunst, Karten, Logistik und Bronzegießerei. Das Unternehmen zählt zu den größten Anbietern für christliche Artikel in Deutschland, Österreich und der Schweiz.

## Geschichte
Die Butzon & Bercker GmbH in Kevelaer ist ein Familienunternehmen in der fünften Generation. Im November 1870 gründete Franz-Hermann Bercker eine Buchbinderei nahe der Kevelaerer Gnadenkapelle. Über die Jahrzehnte wurden neue Geschäftsfelder erschlossen. Heute gliedert sich die Tätigkeit des Unternehmens in die Felder Buch, Kunst, Karten, Bronzeguss und Dienstleistung mit christlicher Thematik.
Von 1874 bis 1891 war der Fabrikant Franz-Hermann Butzon als Mitinhaber tätig. Nach seinem Ausscheiden folgte die Fortsetzung als ein Unternehmen der Familie Bercker. In den folgenden Jahren wurden Kunstwerkstätten (1901) und eine Buchdruckerei (1918) in das Unternehmen integriert. Die Bercker Graphischer Betrieb GmbH wurde eigenständige Tochtergesellschaft.
Das Geschäftsfeld Buch ist ein Kernbereich der Unternehmensgruppe. Seit 1874 publiziert der Verlag Butzon & Bercker schwerpunktmäßig Literatur und Sachbücher zu christlichen Themen, speziell auch religiöse Kinder- und Jugendliteratur. Der 1991 von den Pallottinern übernommene Lahn-Verlag verstärkt diesen Schwerpunkt und ergänzt die verlegerische Bandbreite u. a. mit Bildtextheften und Geschenkbüchern.
1949 erhielt Edmund Bercker senior eine Verlagslizenz. Im selben Jahr wurde „Berckers Kleine Volksbibliothek“ und der „Katholische Taschenkalender“ eingeführt. In den 1970er Jahren war Butzon & Bercker ein Gründungsmitglied der Verlagsgruppe Engagement. 1991 kaufte man den Lahn-Verlag. Auch Zeitschriften wurden fortan verlegt. 1996 wurden die Anteile am Bernward Verlag veräußert. 1998 gründete sich das Auslieferungszentrums Niederrhein. 2003 wurde der Groh-Kartenverlag erworben.
Christliche Kunst und religiös geprägtes Kunsthandwerk haben im Wallfahrtsort Kevelaer eine lange Tradition. Die Kunstwerkstätten mit christlich ausgerichtetem Programm bilden den zweiten Kernbereich der Butzon & Bercker GmbH. Ergänzt wird dieses Segment seit Oktober 2002 durch den Unternehmensbereich Butzon & Bercker Karten. Der Unternehmensbereich cleve art-line ist seit 1995 auf künstlerische Bronzen spezialisiert.
Während die Druckerei Bercker Graphischer Betrieb 1998 von der Familie Bercker an Ulrich Schurer veräußert wurde, ist die 1957 gegründete Bronzegießerei Butzon & Bercker weiterhin ein Grundpfeiler der internen Produktion und der Fertigung von Sondergüssen.
Ein weiterer Bereich der Butzon & Bercker GmbH ist der Dienstleistungssektor. Das Auslieferungszentrum Niederrhein wurde 1997 zur Auslieferung für die Bereiche Buch und Kunst ausgebaut. 2017 erfolgte die Umbenennung in Auslieferungszentrum Bercker.

## Programm
Bei Butzon & Bercker erscheinen neben Büchern und Zeitschriften u. a. auch Kunst, Souvenirs und Karten.

## Zeitschriften
Der Verlag bietet folgende Zeitschriften an:
- MAGNIFICAT - Das Stundenbuch
- Theologie der Gegenwart (Katholisch-Theologische Fakultät der Universität Erfurt)

## Autoren (Auswahl)
Auswahl ehemaliger und aktueller Autoren des Verlages:
| - Michael Albus - Adalbert Ludwig Balling - Leonardo Boff - Uwe Bork - Inge Deutschkron - Dorothee Döring - Günter Ewald - Willi Fährmann - Gebhard Fürst | - Hanna-Barbara Gerl-Falkovitz - Felix Genn - Erwin Grosche - Robert Haas - Udo Hahn - Wilfried Hansmann - Hans Kessler - Kurt Kramer - Rolf Krenzer | - Elisabeth Lukas - Hubertus Lutterbach - Anthony de Mello - Klaus Mertes - Klaus Müller - Hermann Multhaupt - Hans-Dieter Mutschler - Christa Peikert-Flaspöhler - Bernd Rill | - Georg Schwikart - Franz Segbers - Stephan Sigg - Barbara Stühlmeyer - Franz-Peter Tebartz-van Elst - Klaus Vellguth - Herbert Vorgrimler - Berthold Wald - Stefan Zekorn |